# Jitán (circuncisión)
Khitan (en árabe: ختان) o Khatna (en árabe: ختنة) es el término islámico para la circuncisión religiosa, que se lleva a cabo como una práctica recomendada en la cultura islámica por los musulmanes. La circuncisión masculina está muy extendida en el mundo musulmán, y es aceptada como práctica establecida por todas las escuelas de jurisprudencia islámica . Se considera una señal de pertenencia a la comunidad musulmana en general.
La circuncisión masculina islámica es análoga pero no idéntica a la circuncisión judía. Los musulmanes son en la actualidad el grupo religioso más grande en el que esta práctica está generalizada, si bien la circuncisión nunca es mencionada en el Corán, aunque sí en la literatura de los hadices y en la sunna. Es motivo de debate entre los académicos islámicos si debe llevarse a cabo o no después de que alguien se convierta al islam.

## Fuentes religiosas

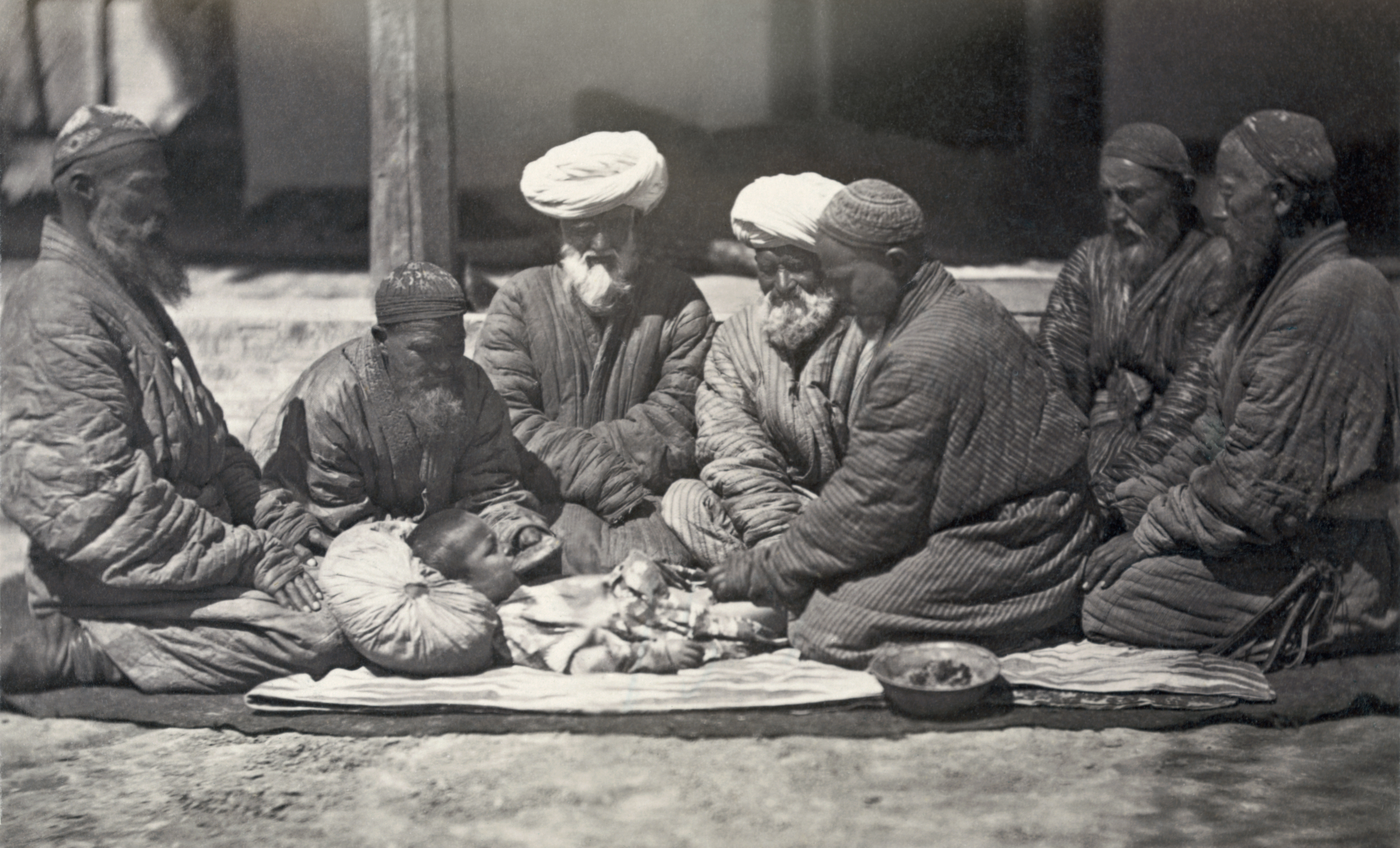
Circuncisión realizada en Asia central (probablemente Turquestán), c. 1865–1872. Impresión a la albúmina restaurada.

## Tiempo de la circuncisión

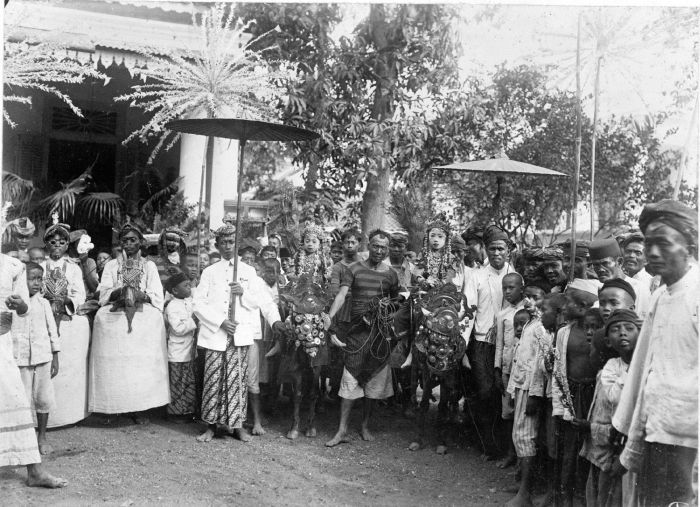
Procesión tradicional después de la circuncisión de un niño en las Indias Orientales Neerlandesas, 1915-1918.